# P-04C
docomo STYLE series P-04C（ドコモ スタイル シリーズ ピー ゼロ よん シー）は、パナソニック モバイルコミュニケーションズによって開発された、NTTドコモの第三世代携帯電話（FOMA）端末であるdocomo STYLE seriesの一つである。

## 概要
本端末はdocomo STYLE seriesP-06Bの後継機となる。大きな特徴としては背面部に4つのアメリカのクリスタルメーカーである、スワロフスキーのクリスタルガラスピース（スワロフスキーエレメント）を端末に埋め込み、着信や通話中など端末動作の際に、そのスワロフスキーエレメンツが輝く仕掛けとなっている。PinkとWhiteには４つのエレメントが、特別モデルのPink Goldは更にプラス8個のエレメントが埋め込まれている。
そのエレメンツはピンク、ブルー、イエロー、グリーンなど様々な色で発色することが可能となる。43種類の着信イルミネーションのパターンがあり、不在イルミネーションや未読イルミネーションなどでは、登録された人の着信は個別パターンを決めることができる。
端末は二軸ひんじの折りたたみ式となっており、画面は180度回転する。フルワイドVGA+のディスプレーは感圧式のタッチパネルが搭載されているためディスプレーを回転させた状態でもタッチ操作で端末を操作することができる。タッチ画面で細かい動作を行うために付属のタッチペンも同梱されている。特別モデルのPink Goldではタッチペンにもスワロフスキーエレメントが100個埋め込まれている。
タッチペンでは撮影した写真にスタンプやペン、ネオンペン、フレームなどをいれたり、紙のダイアリーのように、手書きのメモやスケジュールなどを作成することも可能となっている。
また端末はIPX5/IPX7対応の防水となっており、風呂場やキッチンでのワンセグの試聴も行うことができる。

### カメラ
カメラはLUMIX Phoneとは名乗らないものの0.7秒の高速起動、0.3秒の高速オートフォーカス対応で、LUMIX Phone（P-05C）と同様に1320万画素のCMOSセンサーを搭載した高機能カメラとなる。また撮影時ディスプレーを反転させシャッターポジションにした場合でも、タッチパネルを使った細かい設定や操作が可能となっており、タッチしたところにフォーカスを合わせて撮影する機能であるタッチシャッターやズームしたいところにタッチすると、約２倍のズームになるタッチズームといった機能が搭載されている。
写真の閲覧、編集においては、LUMIX Phone（P-03C）やLUMIX Phone（P-05C）にも搭載されているピクチャジャンプ機能が搭載され、写真の一覧から任意の画像を上下左右にタッチでスライドさせることで、メール添付、ブログ投稿、お気に入り登録などが簡単に行えるようになっている。

### VIERAケータイ
ワンセグではVIERAケータイと名乗っているとおり、パナソニック独自の高画質技術「モバイルPEAKSプロセッサー」を搭載し、奥行き感のある映像を表示すると共に、秒15フレームの映像を最大毎秒60フレームの映像に変換する「モバイルWスピード」によって滑らかな表示を実現している。またワンセグ視聴中にメールを受信すると、画面にテロップで相手の名前と題名が表示される。その他にマルチウィンドウ、試聴予約、録画予約にも対応している。またブルーレイディスクとの連携も図れ、ブルーレイディスクで録画した動画をP-04Cに持ち出し試聴することができる。

### その他機能
テンキーの下にはマルチワンタッチ”キーと呼ばれる２つのボタンが用意されており、このキーを押すことであらかじめ登録しておけば、よく使う機能を呼び出すことができる。
パナソニックならではの、ムダを見つけて自分でエコするエコナビ機能も搭載されている。
メール作成機能では、2,000を超えるデコメ絵文字が搭載されているほか、専用メールアドレス宛にキーワードやテイスト記載したメールを送ると、そのワードに合ったデコメ絵文字を返信する「スグデコ！」機能などに対応する。 そのほかNTTドコモの2011年夏モデルの新サービスである、長時間の動画ストリーミング再生が可能な50メガiモーションや着うたや動画などのコンテンツをまとめてダウンロードできるコンテンツパッケージ、声の宅急便にも対応している。

## 主な対応サービス
| 主な対応サービス                   | 主な対応サービス                                                    | 主な対応サービス                       | 主な対応サービス                                 |
| ---------------------------------- | ------------------------------------------------------------------- | -------------------------------------- | ------------------------------------------------ |
| タッチパネル                       | FOMAハイスピード7.2Mbps(受信)/2Mbps（送信）                         | Bluetooth                              | DCMX／おサイフケータイ                           |
| iアプリオンライン／地図アプリ      | 直感ゲーム／メガiアプリ                                             | iウィジェット                          | マチキャラ／iコンシェル                          |
| ホームU／ポケットU                 | GPS／オートGPS／ケータイお探し／海外GPS                             | デコメール／デコメ絵文字／デコメアニメ | iチャネル                                        |
| 着もじ                             | テレビ電話／キャラ電                                                | ケータイデータお預かりサービス         | フルブラウザ                                     |
| おまかせロック／バイオ認証         | 外部メモリーへiモードコンテンツ移行／ユーザーデータ一括バックアップ | トルカ                                 | iC通信／iCお引越しサービス                       |
| きせかえツール／ダイレクトメニュー | バーコードリーダ／名刺リーダ                                        | 2in1                                   | エリアメール／ソフトウェアーアップデート自動更新 |
| GSM／3Gローミング（WORLD WING）    | 着うたフル／うた・ホーダイ                                          | Music&Videoチャネル／ビデオクリップ    | デジタルオーディオプレーヤー(AAC)(WMA)           |

## プリインストールアプリケーション
| - MUSICアプリ - いつもNAVI［海外］ - 今の為替と株価 - リバーシ - ハイパー四川省 - モバイルGoogleマップ - 地図アプリ - DCMXクレジットアプリ - iD 設定アプリ - ドコモWebメール - マクドナルド トクするアプリ - E★エブリスタアプリ - 楽オク☆アプリ - iCタグリーダー - モバイルSuica登録用iアプリ - iアプリバンキング - Start！ iウィジェット | - iWウォッチ - おサイフケータイ Webプラグイン - i Bodymo - お天気アプリ - かざす請求書 - ドコモ料金案内 - 電子マネー「nanaco」 - ゴールドポイントカード - ビックポイント機能付きケータイ - モバイルAMCアプリ - FOMA通信環境確認アプリ - 恋色デイズ［春樹編］ - ストリートファイターII 体験版 - ロックマン 体験版 - ぐるなび - Gガイド番組表リモコン - iアバターメーカー |

その他にドコモマーケットやP-SQUARE MARKETなどから様々なアプリケーションやコンテンツをダウンロードし、インストールすることが可能となる。

## 歴史
- 2011年1月25日 - JATE通過
- 2011年3月22日 -FCC通過
- 2011年3月22日 - TELEC通過
- 2011年5月16日 - NTTドコモより発表。
- 2011年6月29日 - 発売開始 [1]

## 不具合
2012年2月14日に以下の不具合の修正がソフトウェアアップデートによって行われた。
- 携帯電話（本体）で撮影した動画が、正常に再生されない場合がある。